# 洛弗尔 (圣文森特和格林纳丁斯)
洛弗尔（英語：Lovell Village）是加勒比海岛国圣文森特和格林纳丁斯的一座村庄，位于格林纳丁斯群岛岛链上的马斯蒂克岛，由格林纳丁斯区负责管辖。
洛弗尔始建于1964年。